# Úbeda
Úbeda ist eine Stadt in der spanischen autonomen Gemeinschaft Andalusien in der Provinz Jaén. 2024 hatte die Gemeinde 33.674 Einwohner und ist damit die viertgrößte Stadt dieser Provinz. 1591 starb hier der heilige Johannes vom Kreuz.

## Veranstaltungen
Bekannt wurde Úbeda auch durch ein Schachturnier, das 1997 mit Joël Lautier (Frankreich) als Sieger und Alexander Beliavsky (Slowenien), Jewgeni Barejew (Russland) und Alexander Chalifman auf den Plätzen stattfand.

## Sehenswürdigkeiten

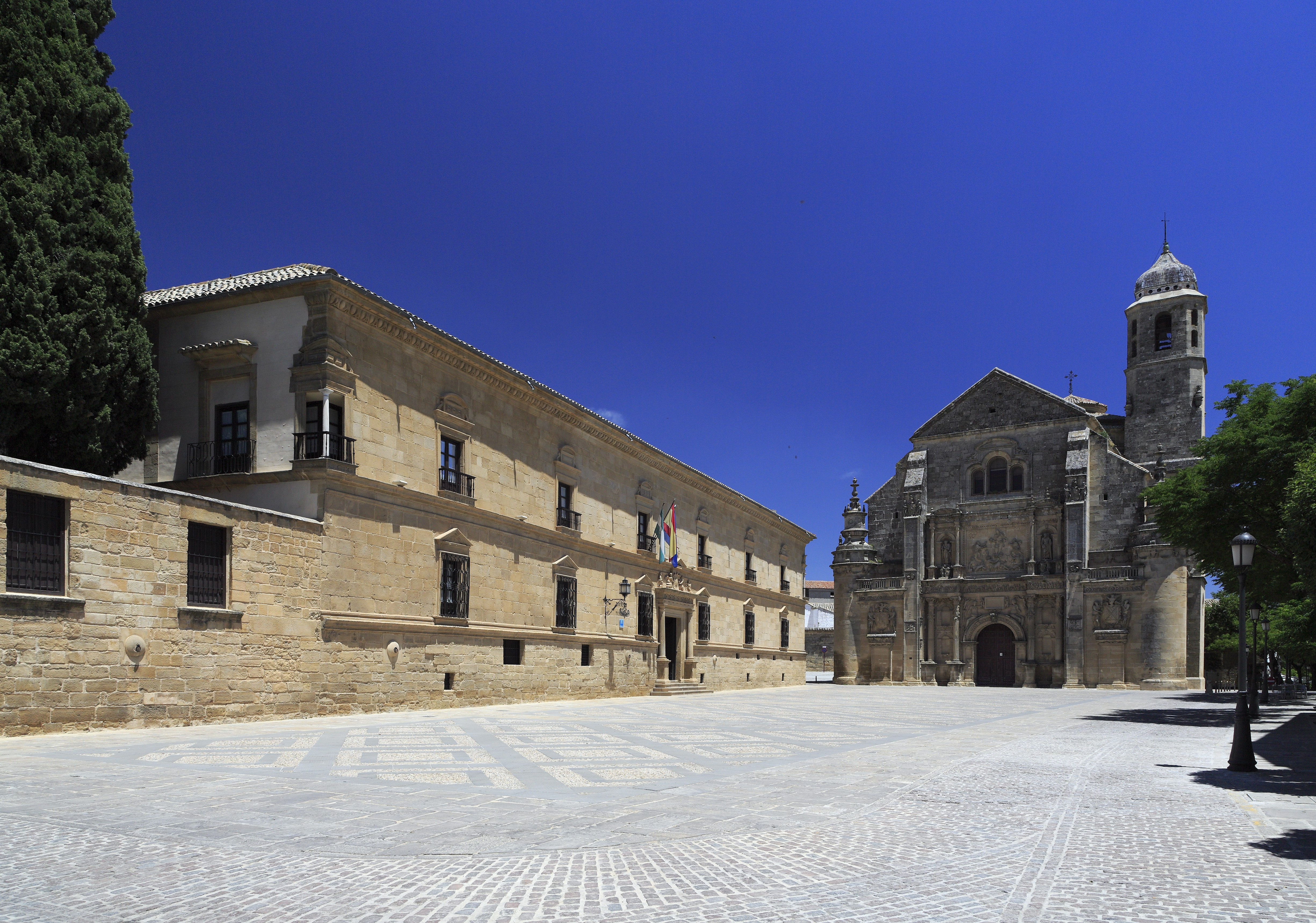
Úbeda, Kapelle El Salvador und der Palast Deán Ortega

Zusammen mit der 10 km entfernt gelegenen Stadt Baeza steht Úbeda seit dem Jahre 2003 auf der Liste des Weltkulturerbes der UNESCO aufgrund der Rolle der beiden Städte als Wegbereiter der Renaissance in Spanien und der Verbreitung humanistischer Ideen und der Renaissancearchitektur in andere Länder. Ein Renaissancepalast an der Plaza de Vázquez Molina wird als Parador genutzt.
- Hospital de Santiago, ursprüngliches Krankenhaus aus dem 16. Jahrhundert.

- Die Casa de Dávalos ist Heimat des Stadtmuseums.

## Persönlichkeiten
- Zahara (* 1983), Singer-Songwriterin und Schriftstellerin